# Spisak sorti grožđa
Sorte grožđa uključuje kultivisano grožđe, bilo da se koristi za vino, ili kao stono grožđe, sveže ili sušeno (suvo grožđe, ribizla, sultana). Za kompletnu listu svih vrsta grožđa, uključujući i one koje nisu važne za poljoprivredu, pogledajte Vitis.
Termin sorta grožđa odnosi se na kultivare (a ne na botaničke sorte koje moraju biti imenovane prema Međunarodnom kodeksu nomenklature za alge, gljive i biljke).

## Pojedinačne vrste grožđa
Dok su neka od grožđa na ovoj listi hibridi, oni su hibridizovani unutar jedne vrste. Ono grožđe koje je hibridizovano među vrstama, poznato je kao intervrstni hibridi.

## Literatura
- Robinson, Jancis (2002). Vines, Grapes and Wines. Mitchell Beazley. ISBN 1-857-32999-6.
- Clarke, Oz (2001). Grapes and Wines. Little, Brown and Company. ISBN 0-316-85726-2.

## Spoljašnje veze
- National Grape Registry (NGR)
- PlantGrape Архивирано на веб-сајту  (30. октобар 2020) (catalogue of vines grown in France: varieties, rootstocks, clones)
- Wine varietal directory Архивирано на веб-сајту  (21. април 2023)
- Most common varietal wines
- Grape varieties and Common Blends
- Grape Growers Handbook